# باريس إف سي
نادي باريس لكرة القدم (بالفرنسية: Paris Football Club)‏ نادي كرة قدم فرنسي يلعب في دوري الدرجة الثانية الفرنسي . تم تأسيس النادي في سنة 1969.

## اللاعبون

### التشكيلة الأساسية
آخر تحديث 3 سبتمبر 2022..
ملاحظة: تشير الأعلام إلى المنتخب الوطني على النحو المحدد في قواعد الأهلية للفيفا. قد يحمل اللاعبون أكثر من جنسية واحدة غير تابعة للفيفا.
| الرقم | البلد        | المركز | اللاعب                                    |
| ----- | ------------ | ------ | ----------------------------------------- |
| 1     | فرنسا        | حارس   | فيسنت ديماركوناي ()                       |
| 2     | فرنسا        | مدافع  | سيتيغي كاراموكو                           |
| 3     | فرنسا        | مدافع  | جوين هاجام                                |
| 6     | فرنسا        | وسط    | بول لاسن                                  |
| 7     | فرنسا        | وسط    | مهدي شاهيري (معار من ستراسبورغ)           |
| 8     | فرنسا        | وسط    | يوهان ديمونسي                             |
| 9     | المغرب       | مهاجم  | خالد بوطيب                                |
| 10    | الأوروغواي   | وسط    | جوناثان إغليسياس                          |
| 11    | فرنسا        | وسط    | إيلان كيبال (معار من ستاد ريمس)           |
| 12    | جنوب إفريقيا | وسط    | ليبوجانج فيري (معار من تشايكور ريزه سبور) |
| 13    | ساحل العاج   | مدافع  | كواديو إيف دابيلا                         |
| 14    | مارتينيك     | وسط    | سيريل مندوكي                              |
| 15    | فرنسا        | مدافع  | جوردن ليفورت                              |
| 16    | فرنسا        | حارس   | أوبيد نكامباديو                           |
| 17    | فرنسا        | مهاجم  | بيير يفس هامل                             |

| الرقم | البلد   | المركز | اللاعب             |
| ----- | ------- | ------ | ------------------ |
| 18    | السنغال | مدافع  | يوسف ندياي         |
| 19    | غينيا   | مدافع  | عثمان كانتي        |
| 20    | الجزائر | مهاجم  | جوليان لوبيز       |
| 21    | غينيا   | مهاجم  | مورغان جيلافوجوي   |
| 22    | فرنسا   | مهاجم  | وارين كادي         |
| 24    | فرنسا   | مدافع  | ماكسيم برناور      |
| 25    | فرنسا   | مدافع  | يوان كوري          |
| 26    | فرنسا   | مدافع  | جوليان لي كاردينال |
| 27    | فرنسا   | مهاجم  | اليمامي جوري       |
| 29    | فرنسا   | مدافع  | فلورينت هانين      |
| 30    | فرنسا   | حارس   | تيفا غارديس        |
| 31    | فرنسا   | مدافع  | سمير شرقي          |
| 40    | كرواتيا | حارس   | إيفان فيليبوفيتش   |
|       | فرنسا   | وسط    | سعيد عرب           |

### اللاعبون المعارون
ملاحظة: تشير الأعلام إلى المنتخب الوطني على النحو المحدد في قواعد الأهلية للفيفا. قد يحمل اللاعبون أكثر من جنسية واحدة غير تابعة للفيفا.
| الرقم | البلد | المركز | اللاعب                                |
| ----- | ----- | ------ | ------------------------------------- |
|       | فرنسا | وسط    | عمر دياكيتي (إلى لوهافر)              |
|       | فرنسا | مهاجم  | محمد لامين ديابي (إلى إف سي آيندهوفن) |

| الرقم | البلد | المركز | اللاعب                   |
| ----- | ----- | ------ | ------------------------ |
|       | فرنسا | مهاجم  | آندي بيمبيلي (إلى روديز) |

### لاعبون بارزون
فيما يلي أبرز اللاعبين السابقين الذين مثلوا باريس وأسلافهم في الدوري والمنافسة الدولية منذ تأسيس النادي في عام 1969. للظهور في القسم أدناه، يجب أن يكون اللاعب قد لعب ما لا يقل عن 80 مباراة رسمية للنادي.
- جان فرانسوا بلتراميني
- جورج إيو
- برنارد غينيدو
- برونو نوكارت
- جان كلود لافارج
- فابريس مورو
- جيمي موديستي
- بول أورساتي
- فرانسيس بلتيير
- فيليب بريور
- جان لوك الرباط
- باسكال روسو
- العمري لعشي
- عمر دا فونسيكا
- أرماند أوسي
- دراغوسلاف سيكولاراك

## البطولات
- الدوري الفرنسي الدرجة الثالثة
  - الوصيف:2014-15.
- الدوري الفرنسي الدرجة الرابعة
  - البطل:2005-2006 (المجموعة الرابعة).